# Oedura gracilis
Espèce
Oedura gracilis est une espèce de gecko de la famille des Diplodactylidae.

## Répartition
Cette espèce est endémique du Kimberley en Australie-Occidentale. 

## Étymologie
Son nom d'espèce, du latin gracilis, « fin », lui a été donné en référence à sa morphologie.

## Publication originale
- King, 1985 : Three new species of Oedura (Reptilia: Gekkonidae) from the Mitchell Plateau of north Western Australia. Amphibia-Reptilia, vol. 5, p. 329-337.